# Jindřiška Nasavsko-Weilburská
Jindřiška Alexandrina Frederika Vilemína Nasavsko-Weilburská, tehdy Nasavská (oblasti, které jsou nyní součástí Německa) (30. října 1797, zámek Eremitage, Bayreuth – 29. prosince 1829, Vídeň) (německy: Henriette Alexandrine Friederike Wilhelmine Prinzessin von Nassau-WeilburgII), byla manželka arcivévody Karla, vévody těšínského. Její manžel byl významný generál napoleonských válek a vítěz bitvy u Aspern a Esslingu proti Napoleonovi I. Francouzskému.

## Rodina
Jindřiška byla nejmladší dcerou Fridricha Viléma Nasavsko-Weilburského (1768–1816) a jeho manželky purkraběnky Luisy Isabely z Kirchbergu. Její prarodiče z otcovy strany byli Karel Kristián Nasavsko-Weilburský a princezna Vilemína Karolína Oranžsko-Nasavská.
Vilemína Karloína byla dcerou Viléma IV., oranžského knížete, a Anny, královské princezny. Anna byla zase nejstarší dcerou Jiřího II. Britského a Karolíny z Ansbachu.

### Potomci
- 1. Marie Terezie Izabela (31. 7. 1816 Vídeň – 8. 8. 1867 Albano Laziale)
  - ⚭ 1837 Ferdinand II. Neapolsko-Sicilský (12. 1. 1810 Palermo – 22. 5. 1859 Caserta), král Obojí Sicílie od roku 1830 až do své smrti
- 2. Albrecht Fridrich (3. 8. 1817 Vídeň – 18. 2. 1895 Arco), těšínský kníže, vojevůdce
  - ⚭ 1744 princezna Hildegarda Luisa Bavorská (10. 6. 1825 Würzburg – 2. 4. 1864 Vídeň)
- 3. Karel Ferdinand (29. 7. 1818 Vídeň – 20. 11. 1874 Židlochovice)
  - ⚭ 1854 Alžběta Františka Marie Habsbursko-Lotrinská (17. 1. 1831 Budín – 14. 2. 1903 Vídeň)
- 4. Bedřich Ferdinand Leopold (14. 5. 1821 Vídeň – 5. 10. 1847 Benátky), velitel rakouského vojenského námořnictva, svobodný a bezdětný
- 5. Rudolf František (25. 9. 1822 Vídeň – 24. 10. 1822 tamtéž)
- 6. Marie Karolína (10. 9. 1825 Vídeň – 17. 7. 1915 Baden)
  - ⚭ 1852 Rainer Ferdinand Habsbursko-Lotrinský (11. 1. 1827 Milán – 27. 1. 1913 Vídeň), rakouský arcivévoda, v letech 1861–1865 ministerský předseda Rakouska
- 7. Vilém (21. 4. 1827 Vídeň – 29. 7. 1894 Baden), velmistr Řádu německých rytířů od roku 1863 až do své smrti, svobodný a bezdětný

## Život

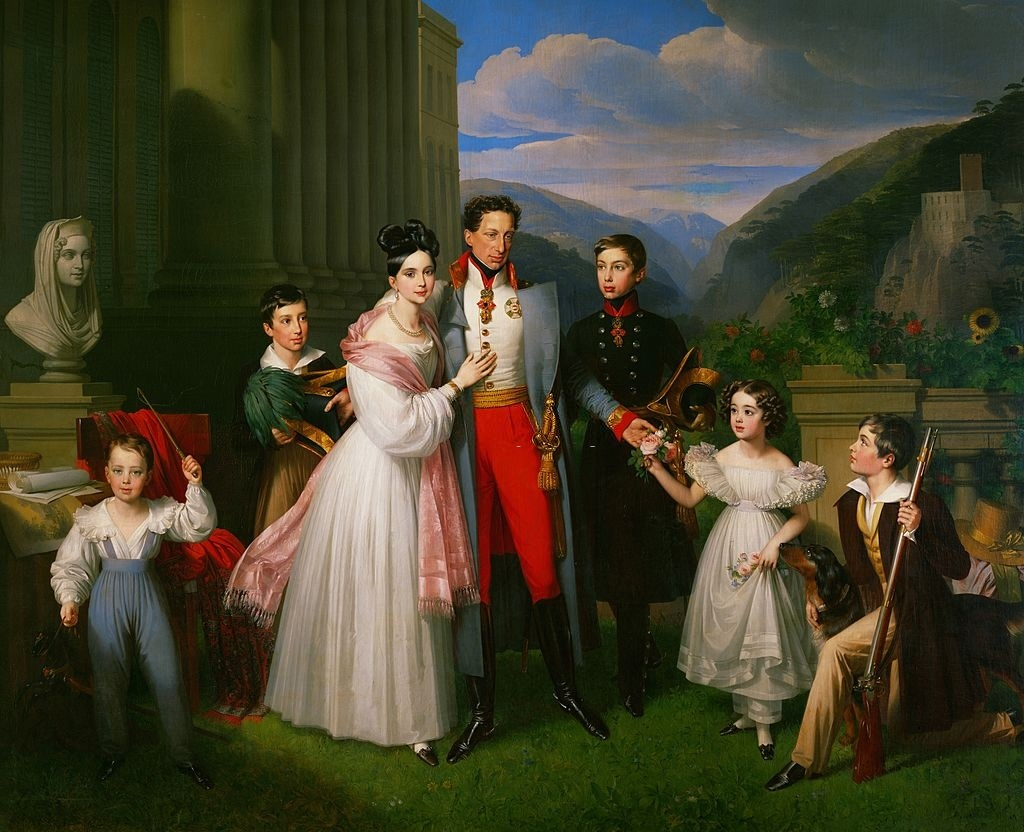
Jindřiška s manželem a dětmi

Dne 17. září 1815 se ve Weilburgu vdala za „vítěze od Aspern“, arcivévodu Karla Rakouského, kterému tehdy bylo 44 let. Tímto sňatkem se stali prvním „smíšeným manželstvím“ (kalvinismus) v Habsburské dynastii. Manželství bylo velmi šťastné a vzešlo z něho sedm dětí. Její manžel pro ni nechal v Badenu u Vídně vybudovat zámek Weilburg. Ačkoli se tenkrát nesmělo do protestantských modliteben vstupovat z ulice, byl v reformovaném městském kostele ve Vídni speciálně pro ni vestavěna tzv. Henriettina brána (něm. Henriettentor).
Jindřiška v roce 1816 přivezla do Vídně první vánoční stromek s hořícími svícemi, zvyk, který v katolickém Rakousku do té doby neexistoval.
Zemřela v roce 1829, teprve dvaatřicetiletá, poté co se od svých dětí nakazila spálou a k tomu se přidal zápal plic. Její švagr, císař František I. prosadil, že i přes své protestantské vyznání směla být pohřbena v císařské hrobce. „Jestliže mezi námi prodlévala jako živá, nechť tak spočine také jako mrtvá.“

## Vývod z předků
|                               |                                       |  |                           |                                                     |  |  |  |  |  |  |  | Jan Arnošt Nasavsko-Weilburský |
|                               |                                       |  |                           |                                                     |  |  |  |  |  |  |  |                                |
|                               | Karel August Nasavsko-Weilburský      |  |                           |                                                     |  |  |  |  |  |  |  |                                |
|                               |                                       |  |                           |                                                     |  |  |  |  |  |  |  |                                |
|                               |                                       |  |                           | Marie Polyxena Leiningensko-Dagsbursko-Hartenburská |  |  |  |  |  |  |  |                                |
|                               |                                       |  |                           |                                                     |  |  |  |  |  |  |  |                                |
|                               | Karel Kristián Nasavsko-Weilburský    |  |                           |                                                     |  |  |  |  |  |  |  |                                |
|                               |                                       |  |                           |                                                     |  |  |  |  |  |  |  |                                |
|                               |                                       |  |                           | Jiří August Nasavsko-Idsteinský                     |  |  |  |  |  |  |  |                                |
|                               |                                       |  |                           |                                                     |  |  |  |  |  |  |  |                                |
|                               | Augusta Frederika Nasavsko-Idsteinská |  |                           |                                                     |  |  |  |  |  |  |  |                                |
|                               |                                       |  |                           |                                                     |  |  |  |  |  |  |  |                                |
|                               |                                       |  |                           | Henriëtte Dorothea Oettingensko-Oettingenská        |  |  |  |  |  |  |  |                                |
|                               |                                       |  |                           |                                                     |  |  |  |  |  |  |  |                                |
|                               | Fridrich Vilém Nasavsko-Weilburský    |  |                           |                                                     |  |  |  |  |  |  |  |                                |
|                               |                                       |  |                           |                                                     |  |  |  |  |  |  |  |                                |
|                               |                                       |  |                           | Jan Vilém Friso                                     |  |  |  |  |  |  |  |                                |
|                               |                                       |  |                           |                                                     |  |  |  |  |  |  |  |                                |
|                               | Vilém IV. Oranžský                    |  |                           |                                                     |  |  |  |  |  |  |  |                                |
|                               |                                       |  |                           |                                                     |  |  |  |  |  |  |  |                                |
|                               |                                       |  |                           | Marie Luisa Hesensko-Kasselská                      |  |  |  |  |  |  |  |                                |
|                               |                                       |  |                           |                                                     |  |  |  |  |  |  |  |                                |
|                               | Karolína Oranžsko-Nasavská            |  |                           |                                                     |  |  |  |  |  |  |  |                                |
|                               |                                       |  |                           |                                                     |  |  |  |  |  |  |  |                                |
|                               |                                       |  |                           | Jiří II.                                            |  |  |  |  |  |  |  |                                |
|                               |                                       |  |                           |                                                     |  |  |  |  |  |  |  |                                |
|                               | Anna Hannoverská                      |  |                           |                                                     |  |  |  |  |  |  |  |                                |
|                               |                                       |  |                           |                                                     |  |  |  |  |  |  |  |                                |
|                               |                                       |  |                           | Karolina z Ansbachu                                 |  |  |  |  |  |  |  |                                |
|                               |                                       |  |                           |                                                     |  |  |  |  |  |  |  |                                |
| Jindřiška Nasavsko-Weilburská |                                       |  |                           |                                                     |  |  |  |  |  |  |  |                                |
|                               |                                       |  |                           |                                                     |  |  |  |  |  |  |  |                                |
|                               |                                       |  | Jiří Bedřich z Kirchbergu |                                                     |  |  |  |  |  |  |  |                                |
|                               |                                       |  |                           |                                                     |  |  |  |  |  |  |  |                                |
|                               | Vilém Ludvík z Kirchbergu             |  |                           |                                                     |  |  |  |  |  |  |  |                                |
|                               |                                       |  |                           |                                                     |  |  |  |  |  |  |  |                                |
|                               |                                       |  |                           | Sofie Amálie Nasavsko-Ottweilerská                  |  |  |  |  |  |  |  |                                |
|                               |                                       |  |                           |                                                     |  |  |  |  |  |  |  |                                |
|                               | Vilém Jiří ze Sayn-Hachenburgu        |  |                           |                                                     |  |  |  |  |  |  |  |                                |
|                               |                                       |  |                           |                                                     |  |  |  |  |  |  |  |                                |
|                               |                                       |  |                           | Karel Salm-Dhaun                                    |  |  |  |  |  |  |  |                                |
|                               |                                       |  |                           |                                                     |  |  |  |  |  |  |  |                                |
|                               | Luisa ze Salm-Dhaunu                  |  |                           |                                                     |  |  |  |  |  |  |  |                                |
|                               |                                       |  |                           |                                                     |  |  |  |  |  |  |  |                                |
|                               |                                       |  |                           | Luisa Nasavsko-Ottweilerská                         |  |  |  |  |  |  |  |                                |
|                               |                                       |  |                           |                                                     |  |  |  |  |  |  |  |                                |
|                               | Luisa Isabela z Kirchbergu            |  |                           |                                                     |  |  |  |  |  |  |  |                                |
|                               |                                       |  |                           |                                                     |  |  |  |  |  |  |  |                                |
|                               |                                       |  |                           | Jindřich II. z Obergreizu                           |  |  |  |  |  |  |  |                                |
|                               |                                       |  |                           |                                                     |  |  |  |  |  |  |  |                                |
|                               | Jindřich XI. Reuss z Greiz            |  |                           |                                                     |  |  |  |  |  |  |  |                                |
|                               |                                       |  |                           |                                                     |  |  |  |  |  |  |  |                                |
|                               |                                       |  |                           | Sofie Šarlota z Bothmeru                            |  |  |  |  |  |  |  |                                |
|                               |                                       |  |                           |                                                     |  |  |  |  |  |  |  |                                |
|                               | Isabela Augusta Reussová z Greiz      |  |                           |                                                     |  |  |  |  |  |  |  |                                |
|                               |                                       |  |                           |                                                     |  |  |  |  |  |  |  |                                |
|                               |                                       |  |                           | Jindřich XXIV. z Köstritzu                          |  |  |  |  |  |  |  |                                |
|                               |                                       |  |                           |                                                     |  |  |  |  |  |  |  |                                |
|                               | Konradina Reussová z Kestřic          |  |                           |                                                     |  |  |  |  |  |  |  |                                |
|                               |                                       |  |                           |                                                     |  |  |  |  |  |  |  |                                |
|                               |                                       |  |                           | Eleonora Promnitz-Dittersbašská                     |  |  |  |  |  |  |  |                                |
|                               |                                       |  |                           |                                                     |  |  |  |  |  |  |  |                                |